# S'Arracó
S'Arracó és un llogaret de menys de 1.000 habitants del terme d'Andratx, a Mallorca. Els seus habitants s'anomenen arraconers o raconers.

## Llocs d'interès
S'Arracó conserva l'encant de les cases típiques dels pobles de l'interior, baixes i tradicionals amb un petit hort o jardí, encara que també llueix mostres de l'arquitectura senyorial, com són les diverses cases d'estil modernista, construïdes amb els diners que els emigrants raconers enviaven a llurs famílies de França estant; la major part d'aquestes cases se situen al carrer de França, el carrer principal.
També són remarcables l'edifici de ca ses Monges, l'escola antiga, (actual casa de cultura), i tres cafès tradicionals que són el punt de trobada de la gent del poble. Però l'edifici principal de s'Arracó és l'església del Sant Crist, edificada l'any 1704 per Antoni Ferrandell Verí, considerat el fundador del poble. A l'interior destaquen el retaule barroc, dedicat al Sant Crist, i el de la Mare de Déu de la Trapa, imatge que procedeix del desaparegut monestir trapenc. També es pot trobar qualque testimoni de l'economia rural, com són les antigues possessions de Son Guillem, Son Joan, Son Castell i Son Nadal, igual que els molins o les sínies que recorden el passat agrícola.
Un petit hotel d'ambient familiar i un parell de restaurants per provar els plats suculents de la més variada cuina internacional també formen part dels atractius de s'Arracó.

## Festes i tradicions
Els patrons del poble són els ja esmentats Sant Crist de s'Arracó, la festivitat del qual se celebra el 28 d'agost; i la Mare de Déu de la Trapa, que se celebra el dia 8 de setembre, el dia de les marededeus trobades.
Els dissabtes de matí hi ha un petit mercat a la plaça principal.

## Llengua
Les dificultats econòmiques de la localitat a finals del segle xix portaren molts d'arraconers a emigrar a l'estat francès. Com a resultat dels contactes amb el francès, el parlar local conté tot un seguit de francismes que el caracteritzen. Pel que fa a la fonètica, hi ha parlants que articulen la r simple com a uvular i que pronuncien la doble ela com a aproximant, és a dir, que són ieistes. Pel que fa al lèxic, alguns dels francismes més comuns a s'Arracó són carrota 'pastanaga', sac 'bossa', vatura 'cotxe', picures 'injecció' i xossons 'xoquins, sabates d'estar per casa'. Aquesta influència francesa, el parlar arraconer la comparteix amb el solleric.

## Lleure i esport
El poble compta amb una instal·lació esportiva moderna, el camp d'esports de sa Vinya, (actualment Melisa Nicolau), amb gespa artificial i preparat per a la pràctica d'esports com el futbol o el rugbi. Aquestes instal·lacions compten també amb una petita piscina i pistes de petanca. Però fer excursions és la millor opció de lleure a s'Arracó. El paisatge de muntanya dona l'oportunitat de fer excursions interessants a peu i gaudir de meravellosos paratges i immillorables vistes. Una de les rutes més populars és la pujada al monestir de la Trapa.